# ライアン・レドソン
ライアン・レドソン（Ryan Ledson 、1997年8月19日 - ）は、イングランド・リヴァプール出身のサッカー選手。プレストン・ノースエンドFC所属。ポジションはMF。

## 経歴

### クラブ
5歳で地元クラブのエヴァートンFCのアカデミーに入団。17歳の誕生日にクラブと最初のプロ契約を結んだ。2014年12月、UEFAヨーロッパリーグ・FCクラスノダール戦でトップチームデビュー。
2016年8月、フットボールリーグ1のオックスフォード・ユナイテッドFCに移籍。
2018年5月、プレストン・ノースエンドFCに移籍した。

### 代表
各年代でイングランド代表に選出されている。UEFA U-17欧州選手権2014ではキャプテンを務め優勝に貢献、自身も大会ベストイレブンに選出された。

## 所属クラブ
ユース
- エヴァートンFC 2002-2014

プロ
- エヴァートンFC 2014-2016

→ ケンブリッジ・ユナイテッドFC 2015-2016 (loan)
- オックスフォード・ユナイテッドFC 2016-2018
- プレストン・ノースエンドFC 2018-

## タイトル
U-17イングランド代表
- UEFA U-17欧州選手権 (1): 2014

個人
- UEFA U-17欧州選手権大会ベストイレブン (1): 2014